# Drielijnuil
De drielijnuil (Charanyca trigrammica) is een nachtvlinder uit de familie Noctuidae, de uilen. De voorvleugellengte bedraagt tussen de 15 en 17 millimeter. De soort komt voor in heel Europa. Hij overwintert als rups. De verpopping vindt ondergronds plaats.

## Waardplanten
De drielijnuil heeft als waardplanten allerlei kruidachtige planten, zoals centaurie, paardenbloem en weegbree.

## Voorkomen in Nederland en België
De drielijnuil is in Nederland en België een algemene soort, die verspreid over het hele gebied kan worden waargenomen, in Nederlands vooral op zandgronden en in de duinen. De vlinder kent één generatie die vliegt van eind april tot en met juli.